# Jaarling (dierkunde)

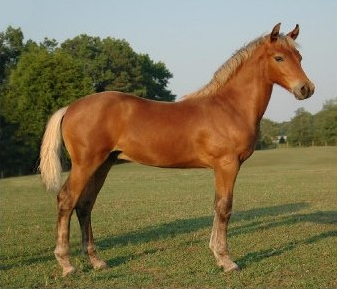
Een jaarling

Een jaarling of enter is een koe of paard van één jaar oud.
Jaarlingen leven vaak in groepen op de weide en worden nog niet gebruikt in de paardensport. Pasgeboren paarden worden veulens genoemd, pasgeboren koeien heten kalveren. Een koe van één jaar oud wordt ook wel een pink genoemd.
Een paard van twee jaar oud wordt een twenter genoemd.
Vanaf driejarige leeftijd wordt er gesproken over een driejarige of een (jong) paard. Op driejarige leeftijd kan begonnen worden met de voorbereiding van de paardentraining zoals vertrouwd maken met zadel en hoofdstel (het 'zadelmak' maken).